# ヒルガオ科

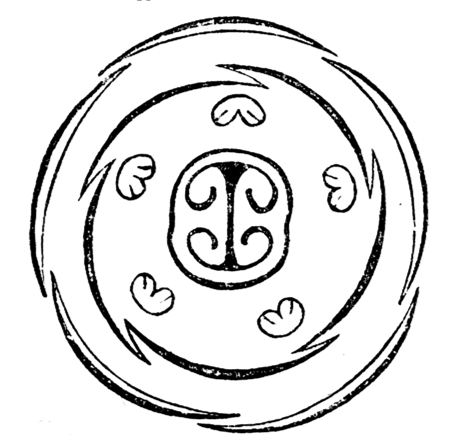
Convolvulus arvensisの花式図

ヒルガオ科（ヒルガオか、Convolvulaceae）はナス目に含まれる科の一つで、ヒルガオ、アサガオ、サツマイモなどを含む。約50属1200種からなり、熱帯・亜熱帯を中心に世界的に分布する。日本には5属10種ほどが自生する。
草または低木で、大部分はつる性または茎が地面を這う。葉は互生。花は5または4数、花弁は合生してラッパ状になり、1日でしぼむものが多い。子房上位。がくは花後も残る。果実は蒴果または液果で、大きい種子（胚乳はない）を含む。
経済的に最も重要なのはサツマイモで、ほかに茎葉を食用にするヨウサイなどがある。
アサガオ、モミジヒルガオ、ヨルガオ（ウリ科の植物ユウガオとは別物）、ルコウソウ、エボルブルス属など、花が美しいので栽培されるものも多い。
ネナシカズラ属（クロンキスト体系では独立のネナシカズラ科とするが、ヒルガオ科に含めることも多い）は寄生植物で、農業に被害を及ぼすこともある。

## 主な属
- ヒルガオ属 Calystegia
- セイヨウヒルガオ属 Convolvulus
- アオイゴケ属 Dichondra
- ホルトカズラ属 Erycibe
- アサガオガラクサ属 Evolvulus
- サツマイモ属 Ipomoea
- ルコウソウ属 Quamoclit
- オオバハマアサガオ属 Stictocardia